# Aéroport de Tindouf - Commandant Ferradj
L'aéroport de Tindouf - Commandant Ferradj (code IATA : TIN • code OACI : DAOF) est un aéroport algérien à vocation nationale, situé à 7 km au nord-ouest de la ville de Tindouf.

## Présentation
L’aéroport de Tindouf est un aéroport civil et militaire desservant la wilaya de Tindouf, dans la région désertique du Saoura, à proximité des frontières avec le Maroc.
La partie civile de l’aéroport est gérée par l'EGSA d'Oran.

## Situation

### Carte des aéroports de l'Algérie
'
| \| 100 km1:14 790 000 \| Adrar Alger Annaba Batna Béjaïa Biskra Boufarik Chlef Constantine Ghardaïa Hassi Messaoud In Amenas Jijel Oran Sétif Tamanrasset Tébessa Tlemcen Béchar Bordj Mokhtar Djanet El Bayadh El Goléa El Oued Illizi In Salah Ghriss Ouargla Tiaret Timimoun Tindouf Touggourt |
| 100 km1:14 790 000 |

Carte statique des aéroports d'Algérie.Carte dynamique des aéroports d'Algérie.

## Infrastructures
L’aéroport dispose de deux pistes en  béton bitumineux d'une longueur de 3 000 m chacune.
Une aérogare permet l'accueil des passagers.

## Compagnies et destinations
| Compagnies       | Destinations                                                                               |
| ---------------- | ------------------------------------------------------------------------------------------ |
| Air Algérie      | Alger-Houari-Boumédiène, Béchar (Leger), Constantine-Mohamed-Boudiaf, Oran-Ahmed-Ben-Bella |
| Tassili Airlines | Alger-Houari-Boumédiène                                                                    |

Actualisé le 31/07/2023